# 保馬法
保馬法（ほばほう）は、北宋に王安石が実行した新法の一つ。
神宗時期、戦馬は15万頭ほどしかなく、政府は西北の辺境の住民に馬を養う事を奨励し、保甲法とともに経費削減と戦馬の不足を補おうとした。各保甲で希望があれば、官から馬またはその購入代金を支給して飼育させ、平時にはその使用を認め、戦時には徴収した。また、馬が死んだときは弁償させた。しかし、疫病が流行した為、多くの馬が死に、人々に混乱を与えた為、程なく、民牧制度に改められた。